# Diocesi di Bubon
La diocesi di Bubon (in latino Dioecesis Bubonensis) è una sede soppressa del patriarcato di Costantinopoli e una sede titolare della Chiesa cattolica.

## Storia
Bubon, identificabile con le rovine nei pressi di İbecik nell'odierna Turchia, è un'antica sede episcopale della provincia romana di Licia nella diocesi civile di Asia. Faceva parte del patriarcato di Costantinopoli ed era suffraganea dell'arcidiocesi di Mira.
La diocesi è documentata nelle Notitiae Episcopatuum del patriarcato di Costantinopoli fino al X secolo. Nelle Notitiae non appare mai la forma Bubon, ma quelle di Bobos o di Sophianopoli.
Sono due i vescovi attribuibili a Bubon. Ermaio (Ermeo o Hermes) prese parte al primo concilio di Costantinopoli nel 381. Romano intervenne al concilio di Calcedonia nel 451 e sottoscrisse nel 458, tramite il prete Gelasio, la lettera dei vescovi della Licia all'imperatore Leone I dopo l'uccisione del patriarca alessandrino Proterio.
Dal 1933 Bubon è annoverata tra le sedi vescovili titolari della Chiesa cattolica; il titolo finora non è stato assegnato.

## Cronotassi dei vescovi greci
- Ermaio † (menzionato nel 381)
- Romano † (prima del 451 - dopo il 458)